# متافاز

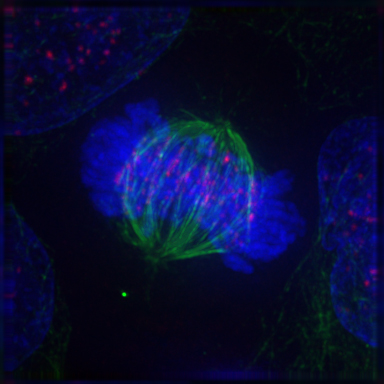
سلولی در مرحلهٔ متافاز

متافاز (به انگلیسی: Metaphase) فرآیندی سلولی است که در جانداران یوکاریوت رخ می‌دهد. متافاز سومین مرحله از میتوز یا میوز است. این مرحله بعد از پرومتافاز و قبل از آنافاز است.

## متافاز درمیتوز
طی این مرحله، کروموزوم‌های مضاعف‌شده به بخش میانی سلول حرکت می‌کنند و در وسط (سطح استوایی) سلول ردیف می‌شوند. در این مرحله، گروهی از رشته‌های دوک تقسیم از یک سو به قطب و از سوی دیگر به سانترومر کروموزوم‌ها متصل می‌شوند. در متافاز دو کروماتید هر کروموزوم حداکثر فشردگی را پیدا می‌کنند.

## متافاز درمیوز
در میوز دو فاز وجود دارد: فاز ۱ و فاز ۲.در متافاز ۱، که دومین مرحلهٔ میوز ۱ است، تترادها به وسیلهٔ رشته‌های دوک در سطح استوایی سلول ردیف می‌شوند.
متافاز ۲ پس از پروفاز ۲ رخ می‌دهد. در این مرحله کروموزوم‌ها که هنوز دو کروماتیدی هستند، در سطح استوایی سلول ردیف می‌شوند و از طریق سانترومرهای خود به رشته‌های دوک متصل می‌شوند.